# Kidangbang
Kidangbang is een bestuurslaag in het regentschap Malang van de provincie Oost-Java, Indonesië. Kidangbang telt 6337 inwoners (volkstelling 2010).